# DJ Enzo
DJ Enzo, pseudonimo di Vincenzo Cerciello (Napoli, 4 agosto 1969), è un disc jockey e rapper italiano.

## Biografia
II primo approccio dell'artista con la cultura hip hop è nel 1983 come ballerino di break dance, per le strade di Milano ed in vari contest e jam in tutta la penisola. Nel 1988 inizia a lavorare come DJ e produttore, e nel 1993 pubblica il suo primo disco con il gruppo Comitato su etichetta Black out. Nel 1997 si occupa delle produzioni per l'album Il mondo che non c'è del gruppo Chief & Soci, pubblicato da Best Sound (BMG).
Sempre con la stessa etichetta, nello stesso anno, Enzo produce le strumentali per l'album Tutti x uno, con la partecipazione di vasta parte della scena hip hop italiana: J-Ax, DJ Jad, Wlady, Il Circolo, Area Cronica, Irene Lamedica, Dre Love, Rata, Shabazz, War Dogs, La Famiglia, Doppia K, e Phase2 (uno degli inventori del writing a New York), Sean dei Radical Stuff, DJ Ciso, Master Freeze, Il Guercio, Corvo d'argento.
Nel 1999 produce l'album Mondi paralleli pubblicato da Baby Records, lavoro soggettivo e personale, con la partecipazione dei Flaminio Maphia e dei rapper Doppia K e Bolla. Dall'LP viene estratto il singolo HH 360º, club anthem il cui video è trasmesso in rotazione sulle reti musicali. Nel 2000 partecipa alla colonna sonora del film Zora la vampira dei Manetti Bros., producendo la traccia Cosa?! interpretata da Dj Gruff. Nel 2001 Dj Enzo produce per i Flaminio Maphia la traccia Come Suona, sull'album La Resurrezione. Dj Enzo ha lavorato come disc jockey dagli anni 1990 ad oggi in vari locali di Milano, Desenzano del Garda e Roma, lo Yab di Firenze e di Vicenza.
Nel 2007 Enzo ha pubblicato Vuoti a perdere, dove si è occupato di tutte le produzioni e delle liriche con collaborazioni di Phase2, Rido, ODK. La produzione musicale di questo nuovo album passa dal Dirty South hip hop all'East Coast newyorkese, fondendo sonorità attuali ad atmosfere cupe e introspettive. Liriche crude e periferiche. Nel 2010 ha pubblicato l'album Il grande bluff, distribuito da Vibrarecords. Nel 2019 pubblica il singolo Warriors Feat. Inoki e Vacca.

## Discografia

### Album in studio

#### Da solista
- 1997 – Tutti x uno
- 1999 – Mondi paralleli
- 2005 – Life Stories
- 2007 – Vuoti a perdere
- 2010 – Il grande bluff

#### Con Comitato
- 1993 – Immigrato

### Collaborazioni
- 1997 – Chief & Soci – Il mondo che non c'è